# Frits Korthals Altes
Frits Kolthas (Amsterdam, 15 maggio 1931 – Rotterdam, 19 febbraio 2025) è stato un politico olandese, esponente del Partito Popolare per la Libertà e la Democrazia, ne è stato suo presidente dal 1975 al 1981.
Già ministro della giustizia e dell'interno sotto Ruud Lubbers, è stato presidente della Eerste Kamer dal 1997 al 2001.

## Biografia

### Educazione, attività legale e primi passi in politica
Korthals Altes ha frequentato la scuola elementare alla Openluchtschool di Amsterdam, dal settembre 1937 al luglio 1943. Dopo aver conseguito il diploma di Ginnasio-A (in parte al Barlaeus Gymnasium ad Amsterdam in parte al Murmellius Gymnasium ad Alkmaar), ha studiato giurisprudenza all'Università di Leida. Si è laureato in diritto olandese nel 1957, dopo di che ha lavorato come avvocato a Rotterdam. Dal 1975 al 1981 è stato presidente del Partito Popolare per la Libertà e la Democrazia e dal 1981 al 1982 membro della Eerste Kamer.

### Ministro, presidente della Eerste Kamer e informatore

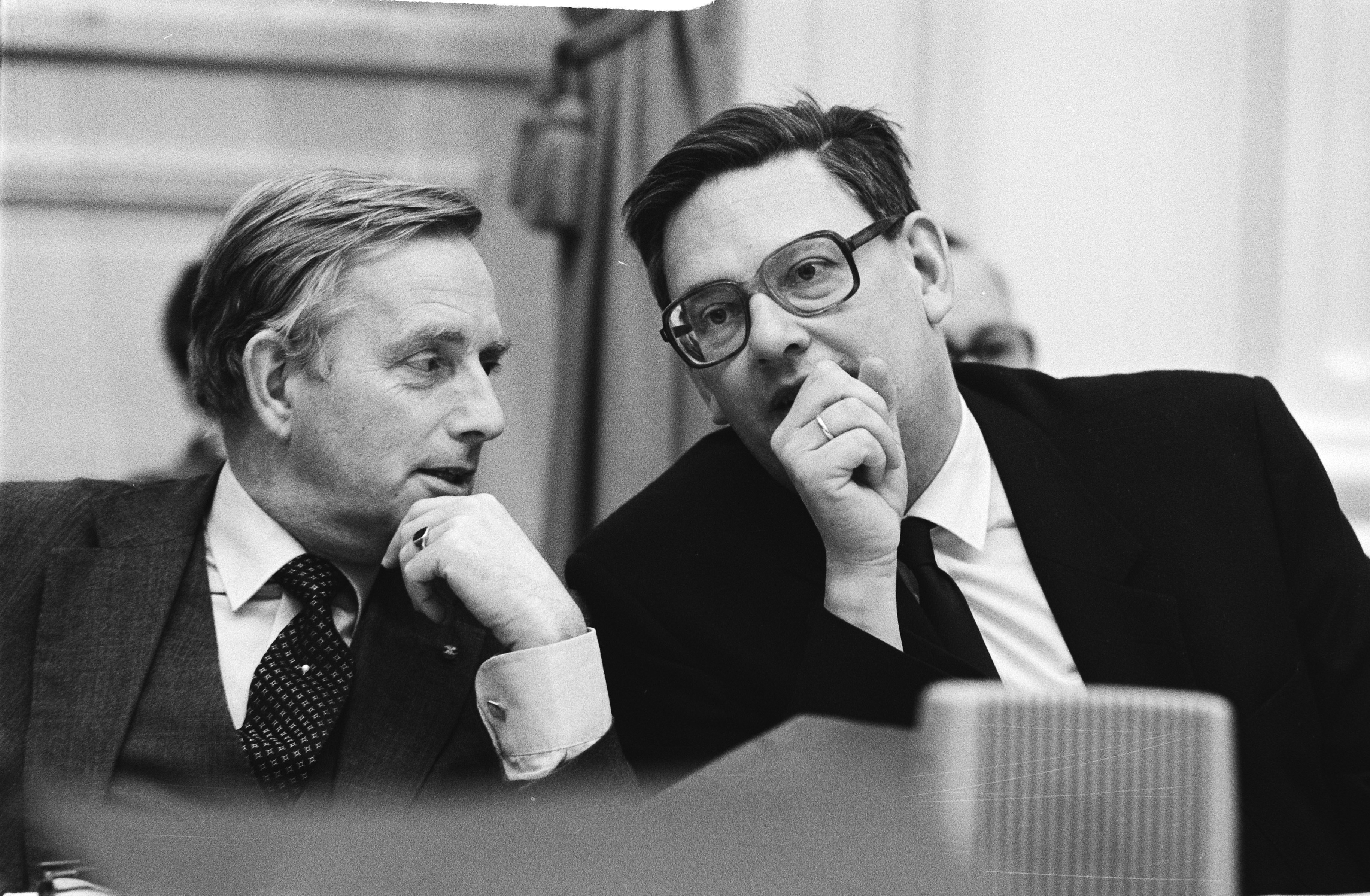
Frits Korthals Altes e Gijs van Aardenne nel 1982.

Dal 4 novembre 1982 al 7 novembre 1989 è stato Ministro della giustizia nel Governo Lubbers I. Nel 1985, ha proposto come ministro di legalizzare il sesso con i giovani dall'età di dodici anni. Ha anche ricoperto la carica di Ministro dell'interno per diverse settimane dopo la morte del Ministro Koos Rietkerk.
Ha fatto parte della Tweede Kamer dal 1989 al 1991, quando è stato eletto alla Eerste Kamer; nel 1997 ne è divenuto presidente, mantenendo l'incarico fino al 2001. Ha ricoperto e ricopre numerosi incarichi nel consiglio di amministrazione e nei consigli di sorveglianza.
Il 15 aprile 2003, è stato nominato informatore dalla regina, insieme a Rein Jan Hoekstra. Il loro compito era di interagire sulle possibilità di un governo di maggioranza composto da CDA, VVD e uno o più altri partiti. Sono riusciti a convincere i D66 a partecipare a questa coalizione, la prima volta che i D66 hanno partecipato a un governo di centrodestra.

### Famiglia
Korthals Altes proviene da una famiglia patrizia di cui il più antico antenato noto, Hans Jögen Altes, fu sepolto nel 1673 a Löllbach, Renania-Palatinato. Discendente di lui dalla sesta generazione, Johann Philipp Altes (1790-1875) sposò l'amsterdammer Anthonia Korthals (1795-1882) nel 1825 e divennero gli antenati del ramo della famiglia Korthals Altes.
È figlio di E.J. Korthals Altes (1898-1981), consigliere presso la Corte suprema dei Paesi Bassi, e di Mary s'Jacob (1903-2007), ex membro del consiglio principale dell'Associazione Tesselschade-Arbeid Adelt di Amsterdam. Da questo matrimonio sono nati tre figli.
Korthals Altes ha sposato Titia Kist (1938) nel 1965, da cui ha divorziato nel 1985; da questo matrimonio nacquero tre figli. Si risposò nel 1985 con Hendrika Matthijssen (1944).